# Померон
Померо́н (полюс Померанчука) — составной объект, предложенный в 1961 году для объяснения поведения частиц при адронных столкновениях высоких энергий. Померон является реджеоном (см. Теория Редже), обладающим квантовыми числами вакуума и интерсептом, близким к единице. Поскольку все прочие реджеоны имеют интерсепт меньше единицы, именно померон отвечает за медленный рост полных сечений адронных столкновений при больших энергиях. Кроме того, померон отвечает за квазиупругие рассеяния и дифракционные процессы при высоких энергиях. Названа в честь Исаака Яковлевича Померанчука.

## Описание
Понятия померона и реджеона были введены в теорию Владимиром Грибовым. Среди теоретиков термин «померон» вызывал негативные ассоциации (померон — помер он).
По определению, померон взаимодействует одинаковым образом как с частицами, так и с античастицами. Тот факт, что именно померон обладает самым большим интерсептом среди всех реджеонов, влечёт за собой теорему Померанчука: полные сечения рассеяния частицы и античастицы асимптотически равны при высоких энергиях.
В феноменологической теории Редже постулируется как само существование померона, так и его свойства. Первоначально, когда экспериментально исследовались только полные и упругие сечения рассеяния адронов, казалось, что для описания этих процессов вполне достаточна самая простая модель померона: простой полюс с интерсептом 1,08 и наклоном траектории 0,25 ГэВ−2, который получил название «мягкого померона». В дальнейшем оказалось, что в жёстких дифракционных процессах рост сечений с энергией гораздо более быстрый, и потому одного только мягкого померона недостаточно. Для описания жёсткой дифракции теми же Доннаки и Ландшофом был введён второй — жёсткий — померон, который также постулировался простым редже-полюсом с интерсептом 1,42 и наклоном траектории 0,10 ГэВ−2. Другой разновидностью феноменологической померонной модели стал подход, в котором интерсепт померона явным образом зависел от жёсткого масштаба реакции. Наконец в рамках ещё одного подхода померон считается многократным полюсом, а зависимость от жёсткого масштаба параметризуется свободными параметрами.
Объект со всеми свойствами померона появляется также и в микроскопической теории сильных взаимодействий, в квантовой хромодинамике (КХД). Уже простой двухглюонный обмен в цвет-нейтральном состоянии служит некоторой моделью померона. Впрочем, эта модель довольно примитивна, так как не учитывает взаимодействие между глюонами. В более аккуратном варианте, померонное решение появляется в уравнении БФКЛ (Балицкого — Фадина — Кураева — Липатова), учитывающем с логарифмической точностью взаимодействие (теперь уже реджезованных) глюонов. Долгое время свойства БФКЛ-померона были известны лишь в главном логарифмическом приближении, и лишь в начале 2000-х годов были вычислены свойства померона в следующем-за-главным порядке теории возмущений.
Возникает при попытке вытаскивания части глюонного облака из протона.
Используется для объяснения квазиупругого рассеяния адронов и расположения полюсов Редже в теории Редже, частный случай реджеона.
Наиболее важным реджеоном в этой теории является померон — единственный реджеон, вклад которого в сечение рассеяния не уменьшается с энергией.
Владимир Наумович Грибов, развив теорию Редже, впервые ввёл понятие реджеона, частным случаем которого является померон.
Совместно с И. Т. Дятловым и В. В. Судаковым Карен Тер-Мартиросян решил систему «паркетных» уравнений квантовой электродинамики — задачу, которую Ландау считал неразрешимой. Наибольшую известность принесли Карену Аветиковичу его классические результаты в теории сильных взаимодействий при высоких энергиях. Совместно с В. Н. Грибовым и И. Я. Померанчуком он создал теорию точек ветвления в плоскости комплексного углового момента, исследовал процессы с мультиреджеонной кинематикой, дал теоретическое описание растущих сечений и построил теорию критического и сверхкритического померона.